# Sistem de management al documentelor
Un Sistem de management al documentelor (cunoscut și sub abrevierea DMS, de la engleză Document Management System) este un sistem software (sau un set de aplicații software) care furnizează, de regulă, capacitatea de stocare, versionare, metadate, securitate, indexare și de regasire rapidă a documentelor.
Sistemele de tip DMS și arhivare electronică asigură:
- trasabilitatea documentelor si versionarea documentelor organizației
- stocarea centralizata a tuturor documentele electronice semnificative pentru organizație
- backup unitar pentru toate documentele organizației
- modelarea, controlul si monitorizarea fluxurilor (workflows) de documente in cadrul organizației.
- arhivarea electronică a documentelor

Documentele electronice se impart in următoarele clase:
1. documente elaborate in editoare text  (procesor de text ca Microsoft Word, LibreOffice Writer, Google Docs)
2. copia electronică a documentelor pe hartie (obtinuta prin scanare - exemplu: facturi furnizori, facturi emise, procese verbale, contracte)
3. fișiere sursa sau binare obtinute de personalul organizatiei in urma activității acestuia (exemple: fisiere program (pas,.c,java), fișiere aplicații grafice (Maya, 3D Studio Max), fișiere executabile (exe). In această categorie intră orice alt tip de fișier.

Un astfel de sistem gestioneaza bunurile digitale ale organizatiei (documente, proceduri, schite, planuri, proiecte, coduri sursa, how-to-uri), imagini ale documentelor pe hârtie (documente scanate), fluxurile de lucru interne organizației si managementul inregistrărilor.

## Componentele unui DMS

### Metadate
Metadatele (sau atributele) sunt stocate pentru fiecare document in parte. Metadatele, de exemplu, pot include data documentului și utilizatorul care a creat documentul. Metadatele se impart in două categorii:
- metadate generale - data documentului, autorul, data ultimei modificări, autorul ultimei versiuni, dimensiunea documentului, versiunea curenta, numărul intern - unic, numarul de inregistrare, registrul de documente
- metadate specifice - in funcție de categoria de documente în care a fost incadrat fișierul

Anumite sisteme DMS utilizeaza OCR Arhivat în 25 august 2013, la Wayback Machine. (Optical character recognition) pe imaginile scanate ale documentelor - textul rezultat este utilizat pentru asistarea utilizatorilor in regasirea ulterioara a documentelor. Textul extras poate fi stocat ca si metadată, legat de imagine sau separat ca o sursă pentru mecanismul de căutare.
Exemplu: O factură furnizor poate avea urmatoarele metadate asociate: furnizorul, codul fiscal, numărul, data, valoarea, cuvintele cheie pentru articolele facturate

### Integrare
Multe dintre sistemele de management al documentelor se integrează cu alte sisteme software (ERP, CRM, sisteme specifice) astfel incât utilizatorii să iși poata regăsi documentele direct din containerul de documente. Astfel de integrări sunt disponibile și pentru suita Office (Word, Excel, Visio, Microsoft Project) si e-mail (Outlook, Lotus). Integrarea utilizeaza adeseori standarde ca ODMA, LDAP, WebDAV sau SOAP. Sistemele DMS ofera și interfete programabile si API cu ajutorul cărora se pot scrie secvente de cod specifice cerințelor companiei ce il utilizează (exemplu: transmiterea unui SMS la aprobarea unui document)

### Scanare
Scanarea implică in general procesarea facturilor și procesarea documentelor pe hârtie utilizând scannere sau imprimante multifuncționale. Adeseori este utilizată recunoașterea optică a caracterelor - OCR - pentru conversia imaginilor in text. Optical mark recognition - OMR este uneori utilizat pentru a extrage bifele sau marcajele de pe formulare tip.

### Indexare
Utilizarea indecsilor si a unei baze de date capabile sa gestioneze indecsi de dimensiuni mari este esențială in regasirea rapida a documentelor. Indexarea poate fi simplă - un număr unic alocat fiecarui document - sau complexă, permițând căutări complexe utilizând căutări combinate dupa metadate, căutare FULL TEXT (utilizând indecsi de tip CLOB). Indexarea este realizată în special pentru a susține și suporta cautările rapide de documente. Indexarea trebuie realizată dupa criteriile de căutare.

### Stocare
Stocarea documentelor electronice și a copiilor digitale ale documentelor pe hartie. Prin natura lor sistemele de management a documentelor utilizează capacitați de stocare mari și foarte mari, și utilizeaza sisteme de baze de date capabile să gestioneze un volum mare de date.
Stocarea centralizată a documentelor asigura și un back-up unitar al tuturor documentelor gestionate de sistem. Sistemele stocheaza documentele in două moduri:
- BLOB file - stocarea documentelor in baza de date
- File Server - stocarea documentelor pe un server de fișiere și stocarea pointerilor catre fișiere in baza de date

### Regăsire
Regăsirea documentelor electronice din zona de stocare. Sistemele DMS asigura criterii de căutare complexe, căutări dupa metadate, căutări după text conținut în documente(full-text-search). In căutări se utilizeaza criterii combinate între medadate generale și metadate specifice, expresii de tip boolean și operatori de cautare (=, <>, >=, <=, LIKE, !=)

### Distribuție
Un document publicat trebuie să fie intr-un format care să blocheze modificarea facilă a documentului. Sistemele DMS asigură distribuția documentelor către destinatarii lor (și numai catre aceștia) pe bază de grupuri, roluri, drepturi de access și fluxuri de documente (de informare).
Mecanismul de distribuție trebuie să asigure auditul recepției și a citirii documentului distribuit, de către destinatarii săi.

### Securitate
Securitatea documentelor este vitală in multe sisteme de management a documentelor. DMS trebuie să asigure accesul securizat la documente, criptarea datelor de autentificare. Unele sisteme criptează și conținutul fisierelor în baza de date pentru a bloca deschiderea lor in afara sistemului.
DMS pot include și componente aditionale pentru a bloca deschiderea documentelor în afara organizatiei (exemplu: un document word să nu poată fi deschis daca a fost copiat cu ajutorul unui stick de memorie)

### Fluxuri de lucru
Fluxurile de lucru (Workflows) constituie o problema complexă și anumite DMS au module incluse pentru modelare. Alte sisteme utilizeaza software specializat pentru modelarea fluxurilor și a proceselor (exemplu: BPEL).
Traseul documentelor pe fluxul de lucru poate trece prin pași de următoarele tipuri:
1. Aprobări
2. Informări
3. Atribuiri
4. Rezoluții
5. Organizare secvențială
6. Organizare paralelă

### Colaborare
Colaborarea trebuie să fie implicit moștenită din caracterul electronic al sistemelor de tip DMS. Accesul la modificarea unui document trebuie sa fie blocat pentru restul utilizatorilor câtă vreme un anumit utilizator modifică documentul (check in, check out)

### Versionare
Versionarea este procesul prin care documentele sunt blocate si restituite in sistemul de management al documentelor. Versionarea permite utilizatorilor sa isi regăsească versiunile precedente ale documentului și să iși continue munca de la un anumit punct din timp. Procedura este utilă documentelor care se schimbă pe parcursul timpului si au nevoie de modificări.
Numarul de versiuni istorice pastrate in cadrul DMS este configurabil + cu cat se stochează mai multe versiuni, cu atat capacitatea de stocare trebuie sa fie mai mare.

### Căutare
Căutarea documentelor în cadrul containerului de documente stocate utilizând valorile atributelor (metadatelor) sau căutare full text. Documentele pot fi regăsite dupa criterii multiple sau după conținut.

### Legislație
1. Legea semnăturii electronice
Legea semnăturii electronice "stabilește regimul juridic al semnăturii electronice și al înscrisurilor în formă electronică, precum și condițiile furnizării de servicii de certificare a semnăturilor electronice și se completează cu dispozițiile legale privind încheierea, validitatea și efectele actelor juridice."
Semnătura electronică Arhivat în 8 iunie 2015, la Wayback Machine. poate fi definită astfel: 
- "date în formă electronică sunt reprezentări ale informației într-o formă convențională adecvată creării, prelucrării, trimiterii, primirii sau stocării acesteia prin mijloace electronice;"
- "înscris în formă electronică reprezintă o colecție de date în formă electronică între care există relații logice și funcționale și care redau litere, cifre sau orice alte caractere cu semnificație inteligibilă, destinate a fi citite prin intermediul unui program informatic sau al altui procedeu similar;"
- "semnătura electronică reprezintă date în formă electronică, care sunt atașate sau logic asociate cu alte date în formă electronică și care servesc ca metodă de identificare;"
- "semnătura electronică extinsă reprezintă acea semnatură electronică care îndeplinește cumulativ următoarele condiții: a) este legată în mod unic de semnatar; b) asigură identificarea semnatarului; c) este creată prin mijloace controlate exclusiv de semnatar; d) este legată de datele în formă electronică, la care se raportează în așa fel încât orice modificare ulterioară a acestora este identificabilă;"

2. Legea privind arhivarea documentelor în formă electronică
Legea nr.135/2007 privind arhivarea documentelor în formă electronică "stabilește regimul juridic aplicabil creării, conservării, consultării și utilizării documentelor în formă electronică arhivate sau care urmează a fi arhivate într-o arhivă electronică."
Această lege Arhivat în 8 iunie 2015, la Wayback Machine. se referă la următoarele noțiuni: 
- "administrator al arhivei electronice - persoană fizică sau juridică acreditată de autoritatea de reglementare și supraveghere specializată în domeniu să administreze sistemul electronic de arhivare și documentele arhivate în cadrul arhivei electronice;"
- "arhiva electronică - sistemul electronic de arhivare, împreună cu totalitatea documentelor în formă electronică arhivate;"
- "furnizor de servicii de arhivare electronică - orice persoană fizică sau juridică, acreditată să presteze servicii legate de arhivarea electronică;"
- "mediu de stocare - orice mediu pe care se poate înregistra sau de pe care se poate reda un document în formă electronică;"
- "mesaj electronic - documentul în formă electronică ce conține date de identificare privind expeditorul, destinatarul, precum și momentul de timp la care acesta a fost expediat, realizat în scopul transmiterii la distanță a unei informatii prin mijloace electronice;"
- "regim de acces la document - gradul în care se acordă drept de acces la document de către titularul dreptului de dispoziție asupra documentului;"
- "sistem electronic de arhivare - sistemul informatic destinat colectării, stocării, organizării și catalogării documentelor în formă electronică în scopul conservării, consultării și redării acestora;"
- "titular al dreptului de dispoziție asupra documentului - persoană fizică sau juridică proprietară sau, după caz, emitentă a documentului, care are dreptul de a stabili și modifica regimul de acces la document, conform legislației în vigoare."

3. Legea Arhivelor Naționale
Legea nr.16/1996 a Arhivelor Naționale Arhivat în 8 iunie 2015, la Wayback Machine. - Câteva dispoțitii generale ale legii Arhivat în 8 iunie 2015, la Wayback Machine.:
- "Constituie izvoare istorice și alcătuiesc Fondul Arhivistic Național al României documentele create de-a lungul timpului de către organele de stat, organizațiile publice sau private economice, sociale, culturale, militare și religioase, precum și de către persoanele fizice. Acestor documente statul le asigură protecție specială, în condițiile prezentei legi."
- "Prin documente care fac parte din Fondul Arhivistic Național al României, în sensul prezentei legi, se înțelege: acte oficiale și particulare, diplomatice și consulare, memorii, manuscrise, proclamații, chemări, afișe, planuri, schițe, hărți, pelicule cinematografice și alte asemenea mărturii, matrice sigilare, precum și înregistrări foto, video, audio și informatice, cu valoare istorică, realizate în țară sau de către creatori români în străinătate."
- "Administrarea, supravegherea și protecția specială a Fondului Arhivistic Național al României se realizează de către Arhivele Naționale, unitate bugetară în cadrul Ministerului de Interne.

Arhivele Naționale își exercită atribuțiile prin compartimentele sale specializate și prin direcțiile județene ale Arhivelor Naționale.
Protecția specială a Fondului Arhivistic Național al României se realizează în condiții de pace, potrivit prevederilor prezentei legi, iar în caz de război sau de calamități naturale, de către creatori și deținători, cu sprijinul organelor desemnate cu atribuții speciale în asemenea situații și cu asistența de specialitate a Arhivelor Naționale."
- "Persoanele fizice și persoanele juridice, creatoare și deținătoare de documente care fac parte din Fondul Arhivistic Național al României, denumite în continuare creatori și deținători de documente, răspund de evidența, inventarierea, selecționarea, păstrarea și folosirea documentelor în condițiile prevederilor prezentei legi."

4. Normativul depozitelor de arhivă
Normativul depozitelor de arhivă Arhivat în 26 noiembrie 2013, la Wayback Machine. se referă la caracteristicile tehnico-funcționale ale spațiilor și echipamentelor de depozitare și conservare a arhivelor aflate în administrarea creatorilor publici și privați de arhivă.
5. Nomenclatorul arhivistic
Nomenclatorul Arhivistic Arhivat în 26 noiembrie 2013, la Wayback Machine. se poate denumi ca un tabel sistematic în care se înscriu pe structura schemei de organizare a instituției unitățile arhivistice concepute pe probleme și termene de păstrare. Nomenclatorul Arhivistic Arhivat în 8 iunie 2015, la Wayback Machine. este un clasificator de tip structural, un tabel sistematic al denumirilor sau titlurilor din dosare care ajută compartimentul de muncă la gruparea corectă a documentelor.
Metodologia întocmirii nomenclatorului arhivistic are urmatoarele etape:
1. Actul decizional
2. Dispoziția de numire a comisiei de selecționare;
3. Listarea documentelor și centralizarea propunerilor;
4. Aprobarea proiectului de Nomenclator Arhivistic la creator;
5. Avizarea Nomenclatorului Arhivistic de directorul Arhivelor Naționale sau Serviciilor Județene ale Arhivelor Naționale;
6. Implementarea și utilizarea Nomenclatorului Arhivistic în constituirea arhivei curente.

## Standarde
Multe din asociațiile industriale dețin propriile standarde aplicabile la controlul documentelor. Lista de mai jos conține un set relevant de documente ISO.
- ISO 2709:1996  Informare și Documentare - Format pentru schimb de informații

ISO 2709:1996 Arhivat în 8 iunie 2015, la Wayback Machine. specifică cerințele formatului pentru schimb generalizat care înregistrază toate tipurile de materiale ce suportă detalii bibliografice, precum și alte tipuri de înregistrări. Aceasta structură generală reprezintă un cadru standard conceput pentru comunicarea între sistemele de procesare de date. Nu se folosește ca format pentru procesare în interiorul sistemelor.
- ISO 15836:2009 care înlocuiește ISO 15836:2003  Informare și Documentare - Setul de elemente metadata The Dublin Core

ISO 15836:2009 Arhivat în 8 iunie 2015, la Wayback Machine. stabilește cadrul standard pentru descrierea resurselor cross-domain ce poartă numele de „Set de elemente metadata Dublin Core”. ISO 15836:2009 nu limiteaza în nici un fel noțiunea de resursă și definește elementele utilizate de regulă în contextul unei aplicații care specifică clar modul în care acestea trebuie să fie folosite în conformitate cu legile și cerințele locale sau comunitare. Cu toate acestea, ISO 15836:2009 nu specifică detaliile legate de implementare, lucru care nu face obiectul scopului său.
- ISO 15489:2001 Informare și Documentare - Managementul înregistrărilor

ISO 15489 Arhivat în 8 iunie 2015, la Wayback Machine. pune la dispoziție un set de îndrumări în ceea ce privește crearea metodelor de înregistrare, a procedurilor, sistemelor și proceselor capabile să susțină managementul înregistrărilor în toate formatele. Acest standard a fost creat ca urmare a nevoilor de eficientizare a practicilor și costurilor în domeniul înregistrării și evidenței datelor în mediul de afaceri.
- ISO 21127:2006 Informare și Documentare - Referințe ontologice asupra schimbului de informații aparținând patrimoniului cultural

ISO 21127:2006 Arhivat în 8 iunie 2015, la Wayback Machine. stabilește un set de îndrumări în ceea ce privește schimbul de informații între instituții care se ocupă de patrimonial cultural. Scopul ISO 21127:2006 este sa reglementeze schimbul și integrarea documentației stiințifice legate de colecțiile muzeale.
- ISO 23950:1998 Informare și Documentare - Recuperarea informațiilor (Z39.50) — Descrierea domeniilor de aplicare și specificații de protocol

ISO 23950:1998 Arhivat în 8 iunie 2015, la Wayback Machine. reglementează serviciul de recuperare de informații și specifică protocolul acestuia. Serviciul este susținut de protocol Z39.50. Standardul ISO 23950:1998 nu specifică sau restrânge procesul de implementare într-un sistem de operare. Specificațiile protocolului includ definirea informațiilor de control al protocolului, reguli pentru schimbul acestor informații și cerințele de conformitate ce trebuie întrunite la implementarea protocolului.
- ISO/CD 10244 Managementul documentelor - Standardele procesului/fluxului de lucru de afaceri și analiza asociate cu tehnologiile EDMS

ISO/CD 10244 Arhivat în 14 iunie 2016, la Wayback Machine. specifică informațiile detaliate asociate cu activitățile pe care le efectuează organizațiile în ceea ce privește lucrul cu documente existente sau procedurile standard de afaceri, reglementarea cantității de informații ce trebuie colectată, metodele de a documenta procedura de lucru sau de afaceri, precum și procedeele folosite la analiza și evaluarea muncii și procedurii de afaceri. 
ISO/CD 10244 asigură companiilor instrumentele necesare pentru a identifica aspecte relevante ale procedurilor de lucru și afaceri și pentru a le documenta într-un mod standardizat, permițând astfel analiza detaliată și identificarea tehnologiilor relevante pentru îmbunatățirea activitatății companiilor.
- ISO 32000 Format pentru documente portabile

ISO 32000 Arhivat în 8 iunie 2015, la Wayback Machine. specifică forma digitală de reprezentare a documentelor electronice ce dă utilizatorilor posibilitatea de a schimba sau viziona documente electronice în afara mediului în care au fost create sau a mediului în care sunt vizualizate sau tiparite. Standardul se adresează celor care pun bazele programelor creatoare de documente PDF (autori legali), programelor care recunosc documente în format PDF existente și interpreteaza conținutul acestora pentru a le oferi spre vizualizare cititorilor și produse în format PDF care pot citi și/sau modifica în scris un document PDF cu diferite scopuri (produse legale).